# Білогалиця
Білога́лиця — село в Україні, у Путивльській міській громаді Конотопського району Сумської області. Населення становить 63 осіб. Колишній (до 2018) орган місцевого самоврядування — Зінівська сільська рада.

## Населення

### Мова
Розподіл населення за рідною мовою за даними :
| Мова       | Кількість | Відсоток |
| ---------- | --------- | -------- |
| російська  | 59        | 93.65%   |
| українська | 4         | 6.35%    |
| Усього     | 63        | 100%     |

## Географія
Село Білогалиця знаходиться за 3 км від правого берега річки Сейм. На відстані до 1,5 км розташовані села Курдюмове, Сонцеве, Понизівка (ліквідоване в 2007 році), Жари і Червоне Озеро. По селу протікає пересихаючий струмок з загатою. Поруч проходить автомобільна дорога Т 1908.

## Історія
12 червня 2020 року, відповідно до розпорядження Кабінету Міністрів України № 723-р «Про визначення адміністративних центрів та затвердження територій територіальних громад Сумської області», село увійшло до складу Путивльської міської громади.
19 липня 2020 року, в результаті адміністративно-територіальної реформи та ліквідації Путивльського району, увійшло до складу новоутвореного Конотопського району.